# ویروس ۲۰۰۰
ویروس ۲۰۰۰ یک مجموعه تلویزیونی محصول سال ۱۳۷۸ به کارگردانی فریال بهزاد و تهیه‌کنندگی علی اکبر کرد و حسین مروی است که در نوروز ۱۳۷۹ از شبکه دو سیما پخش شد.

## خلاصه داستان
داستان این سریال، کشمکش یک مهندس جوان کامپیوتر را برای انتخاب همسر آینده‌اش از طریق رایانه نشان می‌داد.

## بازیگران
- دانیال حکیمی
- مینا جعفرزاده
- اتابک نادری
- رضا بنفشه‌خواه
- سیما تیرانداز
- آرزو آفری
- اقدس رنجبر نظری
- زویا امامی
- سعید هنرمندی
- صدیقه کیانفر
- صفیه آقاجانی
- عباس نائی
- محمدتقی شریفی
- محمود جعفری
- مریم مقبلی
- مهدی آقاجانی